# Національний університет Асунсьйона
Націона́льний університе́т Асунсьйо́на (ісп. Universidad Nacional de Asunción скорочено: UNA) — найстаріший державний університет Парагваю, заснований у 1889 році.
Головний кампус і найстаріші факультети університету розташовані в Сан-Лоренсо, місті-супутнику Асунсьйона.

## Структура
Станом на 2020-ті роки у складі університету діють такі факультети:
- Факультет юридичних і суспільних наук
- Медичний факультет
- Факультет стоматології
- Факультет інженерної справи
- Економічний факультет
- Хімічний факультет
- Філософський факультет
- Факультет ветеринарії
- Факультет сільського господарства
- Факультет архітектури, дизайну та мистецтв
- Політехнічний факультет
- Факультет точних і природничих наук

Також до складу університету входять 4 інститути, 2 центри, коледж тощо.

## Відомі випускники
- Ніканор Дуарте — президент Парагваю (2003—2008).
- Фелікс Пайва — президент Парагваю (1937—1939).
- Федеріко Франко — президент Парагваю від 2012 року.
- Рубен Барейро Саг'єр — парагвайський письменник і літературознавець.

## Відомі викладачі
- Сесіліо Баес — парагвайський державний діяч, тимчасовий президент Парагваю. Декан юридичного факультету, згодом ректор, почесний Вічний ректор.
- Степан Леонтійович Високолан — вчений і російський та парагвайський воєначальник, білоемігрант. Очолював кафедри фізико-математичних та економічних наук.
- Еусебіо Аяла — парагвайський політик, двічі президент Парагваю.